# 무야호
무야호는 2021년 3~5월부터 대한민국에서 유행하기 시작한 인터넷 밈이다. MBC 무한도전의 2011년 방영분에서 연출된 미국 알래스카 교민 할아버지의 함성에서 유래하였다. 방송 자체의 코믹한 상황과 더불어, 10년이 지난 뒤 네티즌들의 재발굴과 유튜브를 중심으로 한 합성 패러디물이 크게 인기를 끌었고, 신난다는 느낌을 표현하는 유행어로 지어지기도 했다.

## 상세

### 방영 당시
해당 밈의 유래는 2010년 3월 6일 방영된 무한도전 외박특집 '오마이텐트' 1부이다. 이에 앞서 2009년 11월 7일에 방영된 '식객 특집' 1부 당시 유재석은 멤버들에게 "알래스카에 사는 김상덕씨도 아는 것"이라는 장난 표현을 기믹으로 밀었는데, 이것이 곧 빌미가 되어 2010년 2월 20일부터 방송된 '법정공방 죄와 길 특집'에서 벌어진 멤버들의 가상재판 공방 결과로 유재석, 노홍철, 정형돈 팀에게는 '알래스카에 사시는 김상덕 씨를 만나서 염전에서 채취한 소금으로 겉절이를 담가주고 올 것'이란 기상천외한 벌칙이 내려졌다. 죄와 길 특집 다음으로 편성된 '오마이텐트' 특집은 각 멤버들의 벌칙을 실제로 수행하는 컨셉이었고, 세 사람은 알래스카에서 실존 여부도 모르는 김상덕 씨를 만나러 가는 것이 주된 여정이었다.
멤버들은 김상덕 씨를 수소문하는 과정에서 앵커리지 한인회관을 방문해 알래스카 교민들과 이야기를 나누게 되었는데, 유재석은 "무한도전을 보신 적이 있느냐"라는 질문을 던졌다. 권오성 할아버지가 먼저 "아뇨 잘 몰라요"라 답하면서 멤버들이 아쉬워했다. 하지만 멀리서 온 멤버들을 배려하려던 최규재 할아버지가 "예, 저희가 많이 보죠"라 답했고, 멤버들이 이를 반가워하는 가운데 갑자기 노홍철이 "혹시 액션이 어떻게 되는지 아세요?"라며 "무한~"이라 외쳤다. 정신이 없었던 최 할아버지는 "무~야~호~"라는 엉뚱한 구호로 답하면서 모두의 웃음을 자아냈고, 마지막으로 정형돈이 "그만큼 신나신다는 거지~"라며 훈훈하게 수습하는 것으로 끝났다.

### 유행
첫방송 이후 2012년 초 해외 팬들을 위해 개설된 MBC 엔터테인먼트의 유튜브 다시보기 공식계정에 해당 방영분이 게시되었고, 2019년 7월에는 MBC의 역대 예능을 5분 하이라이트로 간추려 돌아보는 '오분순삭' 시리즈에서 무한도전 특집의 '일반인 레전드 2'로 묶여 업로드되었으며, 유튜브 알고리즘 유행과 맞물려 다시 화제에 올랐다. 2020년에는 에펨코리아에서 축구 선수 손흥민이 활동하는 토트넘 홋스퍼의 감독 조세 무리뉴와 무야호 할아버지 영상을 합성한 것을 시초로, 무야호 할아버지를 소재로 삼은 패러디 합성물 영상이 유튜브에 게시되면서 엄청난 인기를 끄는 등, 2020년 하반기를 대표할 만한 인터넷 밈으로 성장했다.
- 무야호 리믹스 - 원본 영상을 힙합 커버 송처럼 리믹스한 영상으로, 2020년 12월 게시 이래 조회수 590만 회를 돌파했다.[4]
- 무야호마이트 - 방탄소년단의 2020년 싱글 Dynamite로 합성한 영상으로, 2021년 2월 게시 이래 조회수 760만 회를 기록하며 가장 인기를 끌었다.
- 하울의 움직이는 무야호 - 2004년 애니메이션 영화 하울의 움직이는 성의 OST로 편곡 합성한 영상으로, 2021년 2월 게시 이래 조회수 170만회를 기록했다.

2021년 1월, 과거 화제에 올랐던 인물을 전문으로 인터뷰하는 유튜버 근황올림픽이 무야호 밈의 장본인인 최규재 할아버지와 화상 인터뷰를 진행했다. 30년째 알래스카에서 거주하며 심마니 일을 하고 있는 최 할아버지는 "한인회 일을 보고 있는데 코로나19 범유행 때문에 집에서 꼼짝 못하고 있다"라는 근황을 전했다. 당시 출연에 대해선 제작진들이 너무 많아 정신없어서 무야호라 외쳤으며, "노홍철 씨가 결혼하면 청첩장 주겠다고 했는데 소식이 없다"라고 회상하는 한편, 한국에 대한 그리움을 전했다. 최규재 할아버지와의 인터뷰 이후 권오성 할아버지와 화상 인터뷰도 진행했다. 권오성 할아버지는 근황이 궁금하다는 질문에 "예, 덕분에 잘 지내고 있습니다."라고 답했다. 권오성 할아버지는 그당시 무한도전을 알고 있었지만, 귀가 어두워 질문을 잘 듣지 못해 "아뇨 잘 몰라요"라고 대답했다고 말했다.

## 같이 보기
- 무한도전에서 파생된 인터넷 밈 표현
  - 형이 왜 거기서 나와 - 2014년 방송된 유혹의 거인 특집에서 몰래카메라를 당한 정형돈의 놀란 모습과 자막이 짤방화된 것에서 유래하였다. 한편 가수 영탁이 여기서 아이디어를 착안해 2018년에 〈니가 왜 거기서 나와〉라는 트로트곡을 발표하기도 했다.
  - 홍철 없는 홍철팀 - 2010년 방송된 217회 빙고 특집에서 멤버들의 팀 구성 과정에서 유래한 표현으로, 팀의 리더였던 노홍철이 팀을 꾸려놓고는 정작 본인은 경쟁팀이었던 박명수 팀으로 들어가게 된 아이러니한 상황에서 비롯되었으며 2017년부터는 주인공이 되었어야 하거나 중요한 대상이 빠졌을 경우 "○○ 없는 ○○팀"이란 유행어가 탄생하였다.

### 내용주
1. ↑  방문에 앞서 건물 외관에 내걸린 '앵커리지한인회관'이란 간판이 특유의 글씨체 때문에 '앵귀리지'로 읽힌다는 정형돈의 코멘트가 담겼는데, 이 역시 야민정음 문화의 기원이라 엮는 밈도 있었다.
2. ↑  이후 2021년 유튜버 근황올림픽과의 인터뷰에서 권오성 할아버지는 무한도전이란 TV 프로그램을 알고 있었지만 귀가 어두워 유재석의 질문을 잘 듣지 못했고, 모른다고 대답했다고 밝혔다.
3. ↑  두 손을 앞으로 뻗어 외치는 "무한~도전!"이라는 풀 구호로, 무한도전의 오프닝 멘트이자 멤버들이 즐겨 쓰는, 프로그램의 상징과도 같은 구호이다.

### 참고주
1. 1 2 3  서정일 (2021년 3월 18일). “[밀레니얼 트렌드 사전] 무야호  [출처: 중앙일보] [밀레니얼 트렌드 사전] 무야호”. 중앙일보. 2021년 4월 30일에 확인함.
2. ↑  https://www.hankookilbo.com/News/Read/A2021033107530003853?did=NA
3. ↑  https://www.fmkorea.com/2742858654
4. 1 2  “왜 아직도 ‘무한도전’인가?···MZ세대가 11년 전 “무야호” 외치는 이유”. 경향신문. 2021년 3월 14일. 2021년 4월 30일에 확인함.
5. ↑  https://www.youtube.com/watch?v=rkWfus4VUgk
6. ↑  [무야호 할아버지를 만나다]
7. ↑  [잘 몰라요 할아버지를 만나다]